# Petina (Serbia)
Petina (cyr. Петина) – wieś w Serbii, w okręgu rasińskim, w mieście Kruševac. W 2011 roku liczyła 341 mieszkańców.